# Infurcitinea teriolella
Infurcitinea teriolella är en fjärilsart som beskrevs av Hans Georg Amsel 1954. Infurcitinea teriolella ingår i släktet Infurcitinea och familjen äkta malar.
Artens utbredningsområde är Österrike. Inga underarter finns listade i Catalogue of Life.